# Paradentalium gradile
Paradentalium gradile is een Scaphopodasoort uit de familie van de Dentaliidae. De wetenschappelijke naam van de soort is voor het eerst geldig gepubliceerd in 1979 door Chistikov.